# Republikken Kalmykija
Republikken Kalmykija er en af 21 autonome republikker i Den Russiske Føderation, beliggende i Ruslands sydvestlige hjørne. Hovedstaden er Elista med godt 100.000 indbyggere. Andre byer er Gorodovikovsk og Lagan. Republikken har 280.564(2015) indbyggere og et areal på 74.731 km².
Ifølge folketællingen i 2002 udgør kalmykerne 53,3% af befolkningen, russere 33,6% og andre 13,1%. Kalmykerne er det eneste folk i Europa, som er buddhister.

## Geografi
Republikken grænser til de russiske enheder Dagestan, Volgograd, Astrakhan, Stavropol og Rostov.

### Floder
Europas længste flod, Volga, strejfer republikken i den østlige ende, men der er ellers få større floder.
- Kuma
- Manych

### Søer
Kalmykija ligger mod sydøst ved bredden af det Kaspiske hav. De største er søer i republikken er:
- Manych-Gudilosøen
- Sarpasøen
- Sostinskiyesøerne
- Tsagan-Khaksøen

### Naturresourcer
I Kalmykija udvindes kul, olie, og naturgas.
Saigaantilopen lever i området, og er beskyttet i Tjornyje Zemli Naturreservatet.

## Historie
Kalmykerne er en centralasiatisk stamme fra Xinjiang, der krydsede Volga i 1601, lokket af de frodige græsmarker på den europæiske steppe. I Xinjiang var disse mongolske nomader kommet i konflikt med de fastboende kinesiske bønder. Men i Katharina den Stores rige ventede andre problemer; deres buddhistiske stentempler blev revet, og der var strid om hesterettighederne. Sent i 1700-tallet fulgte de fleste khanen tilbage til hjemlandet ved Bajkalsøen. Men nogle blev værende; "kalmuk" er tyrkisk for en, som bliver tilbage. Selv kalder de sig khalmager.
Mange kalmykere kæmpede på de hvides side under den russiske borgerkrig og måtte flygte fra den sejrende Røde hær i 1920. Disse samlede sig særlig i Beograd, hvor de oprettede et buddhisttempel i 1929.
Efter at være blevet terroriseret af Stalins regime, ønskede kalmukkerne Hitlers 4.panserarmé velkommen i august 1942, og flere hundrede kalmukker meldte sig til tysk tjeneste. I december 1943 blev hele befolkningen derfor deporteret til Sibirien. I 1957 fik de tilladelse til at returnere fra deres eksil, men da var befolkningen halveret, og deres ejendomme overtaget af fremmede.
I 1993 stillede milliardæren Kirsan Iljumsjinov til præsidentvalget. Han lovede 100 dollars til enhver, som stemte på ham, samt en mobiltelefon til alle landets hyrder. Han fik dermed 65 % af stemmerne. Som præsident omlagde han valgsystemet og fik rejst buddhisttempler. Han indførte skak som obligatorisk fag i skolerne. Da Verdensskakforbundet FIDE, stiftet i 1924, mødtes til kongres i Paris i 1995, blev Iljumsjinov valgt til ny præsident også her. Den smilende buddhist indledede sin præsidentperiode med at forhandle med sin ven Saddam Hussein om at afholde VM-finalen i skak mellem Anatolij Karpov og Gata Kamsky i Bagdad. Saddam skulle personligt stå for første træk i en direkte udsendelse. USA, som boykottede Irak, truede Kamsky med tolv års fængsel og en bøde på 1 million dollars, hvis han deltog. Finalen ble dermed flyttet til Kalmykia.
I juni 1998 blev liget af redaktøren Larisa Judina fra oppositionsavisen Sovjetskaja Kalmykia fundet i en indsø ved hovedstaden, knivstukket og med kraniebrud. Judina var angiveligt ved at afsløre lyssky transaktioner ved Iljumsjinovs opførelse af Chess City. To mænd blev arresteret, tilstod og blev dømt. Der forelå ingen beviser for, at Iljumsjinov var involveret, men russiske menneskerettighedsorganisationer oppfordrede skakspillere til at boykotte OL. Alligevel ankom i september 110 skakspillere fra hele verden. Præsidenten tilbød Bobby Fischer et hus i Chess City, bygget efter hans ønsker og specifikationer. Fischer afslog dog.